# Моніру Раваніпур
Моніру Раваніпур (перс. منیرو روانی‌پور; 24 липня 1952, Бушер) — іранська письменниця. Дія більшості з її творів розгортається в південному Ірані. Її оповідання «Рана» (перс. رعنا) зі збірки «Назлі» (перс. نازلی) стало дипломантом Літературної премії Хушанга Гольшірі.

## Життєпис
Народилася в порту Бушер. Там само здобула початкову і середню освіту. Вивчала психологію в Ширазькому університеті, потім поїхала на навчання до США, де здобула диплом магістра за спеціальністю педагогіка в Індіанському університеті.
1981 року розпочала писати оповідання, а її перша книга «Канізу» (перс. کنیزو) вийшла друком у 1988 році. Після цього написала багато оповідань і кілька романів. Оповідання «Рана» (перс. رعنا) зі збірки «Назлі» (перс. نازلی) стало дипломантом Літературної премії Хушанга Гольшірі.
На своїх заняттях з письменницької майстерності познайомилася з Бабаком Тахті, сином Голамрези Тахті, з яким незабаром одружилася. Мають сина також на ім'я Голамреза.
2000 року взяла участь у конференції "Іран після виборів", яка відбулась у Берліні. За це її разом з іще шістнадцятьма учасниками переслідували в судовому порядку в Ірані за начебто антиіранську пропаганду.
2006 року стала однією з найперших прихильників кампанії «Один мільйон підписів за скасування дискримінаційних законів проти жінок» (перс. یک میلیون امضا برای تغییر قوانین تبعیض‌آمیز علیه زنان).
2007 року разом із родиною переїхала на проживання до США.